# (16435) Fándly
16435 Fandly (1988 VE7) – planetoida z pasa głównego asteroid okrążająca Słońce w ciągu 4,02 lat w średniej odległości 2,53 j.a. Odkryta 7 listopada 1988 roku.